# Гојко Варда
Гојко Варда (Београд, 22. новембар 1936 — Београд, 28. јун 2025) био је српски архитекта унутрашње архитектуре, дизајнер и педагог. Дипломирао је на Академији примењених уметности и био један од носилаца Фордове стипендије. Своје стечено знање применио је у сарадњи са бројним домаћим и иностраним компанијама. 

## Биографија

### Младост
Гојко Варда рођен је као дете живео је у Пожаревачкој улици, близу Ђерам пијаце. Похађао је и завршио Основну школу Филип Вишњић, чија се зграда данас налази на Карабурми. 1955. је завршио Трећу мушку гимназију (данас Трећа београдска гимназија), а 1960. је дипломирао на Одсеку за унутрашњу архитектуру (Одсек за ентеријер) на Академији за примењене уметности у Београду. У Заводу за примењену уметност радио је током 1961/62. Наредне, 1963. године, добио је Фордову стипендију за усавршавање у Америци.

### Студије
Варда је био на Академији примењених уметности студирао на Одсеку за ентеријер од 1955. до 1960. У време када је студирао ентеријер, стручњака из области дизајна код нас није било. Предавања су стога држали познати уметници и архитекте. Са друге стране, студенти Архитектонског факултета су посећивали предавања на Факултету примењених уметности како би се усавршавали из области ентеријера. Неколико професора је оставило значајан траг на Вардин будући дизајнерски рад. Међу њима су вајар Боба Теофановић, познати српски архитекта Момчило Белобрк и професор и архитекта Александар Секулић.
Литературе је било јако мало и то углавном на страном језику. Студенти су били приморани да се сналазе са прибором за писање и цртање пројеката. Пројекти су рађени на паус папиру са осетљивим ивицама које су се често гужвале и цепале. Варда је направио помоћни алат који је омогућио извлачење кривих линија при цртању.

#### Студентски радови
Група студената, заједно са Вардом, добила је прилику да ради на пројекту огромних интарзија које су служиле као преградни зидови који одвајају три велике сале ресторана у хотелу „Метропол”. Интарзије, односно украшавање предмета од дрвета уметањем парчића дрвета, биле су величине од 4 до 5 метара. Рађене су из сегмената са обе стране врата која су се налазила између ресторана. Занат су научили од столара у радионици на факултету. Варда још увек чува дрвену кутију са прве године на којој је радио интарзију. За Варду је овај посао био битан због искуства и идеја, али му је као студенту донео и прву зараду. За потребе свог дипломског рада, у оквиру ког је пројектовао кухињски намештај, на горњим кухињским елементима пројектовао је врата која могу да се отварају и настрану и нагоре и имао је трпезаријски сто са механизмом за извлачење.
Његов први самостални посао био је уређивање ентеријера продавнице фото-опреме Cinephoto која се налазила у палати Албанија. Од 1958. је радио на ентеријеру те продавнице у строгом центру града која је била испуњена најновијом фото-техником из Јапана. Директор је том приликом позвао неколико архитеката са циљем да дају идејна решења. На Вардино велико задовољство усвојен је његов пројекат. Од тог тренутка постао је примењени, самостални и слободни уметник. На тај начин је започела његова дугогодишња сарадња са предузећем Cinephoto.
Наредне 1959. је са колегом Мирославом Пешићем договарао пројекат за њихову заједничку самосталну изложбу Студија седишта у Савременом дому на Теразијама. На том месту су се излагале само столице и они су се суочили са великим изазовом јер је за изложбу требало да направе столице, фотеље и полуфотеље, али не макете, већ праве производе. Производи су морали да буду направљени у природној величини и од правих материјала. Као студенти нису имали услова за релизацију пројекта па су радили одређене послове код различитих мајстора. Све су ручно радили, а избор мебл штофова је био слаб те нису били задовољни. Ипак, идеје и екпериментисање су се исплатили. Модели су били уникати који су привукли ширу публику, новинаре и репортере. Штампа је била пуна вести о овом догађају јер су се такве ствари ретко виђале. Изложби је присуствовао и Петар Лубарда коме се нарочито допала једна полуфотеља. Изложба са Теразија је одржана и у Новом Саду 1960. Исте године Варда је дипломирао и кренуо даље кроз живот као слободан уметник.

### Професорска каријера
По повраткуиз Америке је учествовао у оснивању Школе за дизајн у Београду. У оснивање школе су била укључена и врло значајна имена и чланови Удружење ликовних уметника примењених уметности и дизајнера Србије попут Драгослава Стојановића Сипа, Радмиле Лазаревић, Небојше Митрића, Љубомира Павићевића Фиса, Андре Миленковића и Ђорђа Горбунова. Школа је основана 11. маја 1963. уз подршку Скупштине града Београда, под називом Школа за ликовне технике. На самом почетку рада школе многи значајни страни дизајнери и архитекте, као што су Виктор Папанек (Victor Joseph Papanek) и Џеј Даблин (Jay Doblin), одали су признање за такав наставни план, што се може видети у књизи утисака Школе. Као редовни професор на предмету Обликовање индустријског производа радио је до 1972. године, а након тога долази на позицију директора где којој остаје до пензије. Године 1976. именован је за члана Савета Универзитета уметности у Београду. Дуги низ година радио је као професор на приватном Факултету за дизајн и на Београдској политехници. Држао је предавања постдипломцима на Одсеку за ентеријер на Архитектонском факултету у Подгорици. И након одласка у пензију наставио је са професорским радом. Као педагог, Варда је научио многе генерације диломираних техничара дизајна не само да гледају на дизајн правим очима, већ и да виде и процењују његове вредности. Он је подстицао њихово стваралаштво и радозналост, правилно усмеравајући њихов таленат и склоности који младим генерацијама не недостају. Своје знање о педагошком и професорском раду делио је на разним конгресима и предавањима и за њега је добио многа признања.

## Дизајн
Од студентских дана Варда није престајао да се усавршава. Радио је на бројним пројектима из области ентеријера, намештаја и индустријског дизајна. Након студија, уследила је једногодишња пауза у струци због одласка у војску. Војску је служио у Пожаревцу 10 месеци током 1960/61. године. Након завршеног војног рока, Варда је остварио сарадњу са индустријом сатова ИНСА из Земуна. Од фабрике је добио понуду да редизајнира њихов стони сат који је имао класични механизам на навијање и покретање на батерије, што је споро освајало српско тржиште. Затим је добио понуду да осмисли дизајн програматора који је могао да укључује и искључује поједине апарате у домаћинству. Редизајниран сат са графиком и новим кућиштем привукао је највећу пажњу Енглезима. На Париској изложби дизајна 1963. у оквиру конгреса ICSID-a, представљали су се дизајнери из разних земаља, а Варда је преко Удружења примењених уметника и дизајнера као наш представник ишао на жирирање за представнике Југославије које је одржано у Љубљани. Тада је изабран за учесника на изложби са својим зидним сатом ИНСА. На изложби је за сат награђен плакетом Jacques Viénot.

## Фордова стипендија
Варда је као једини представник из Србије на конкурсу Института за интернационално образовање из Њујорка добио Фордову стипендију за дизајн 1963. Могућност да се усаврше у Америци добили су и Хулио Шмид из Шпаније, Ернст Беранек из Аустрије и један од најзначајнијих словеначких дизајнера, Нико Краљ. Њихово заједничко путовање је означило и почетак пријатељства. Током 1963. и 1964. Варда је боравио у Америци. Тада је у Америци био велики број колеџа и бироа помоћу којих је Варда могао да се усавршава и учи. Током боравка имао је прилику да посети више радионица, бироа и школа у различитим градовима Америке. Био је у посети бироима у којима се радило тимски, а производ је био потписан именом власника бироа.
Варда посебно истиче биро амбалажа дизајнера Валтера Јозефа Ландора у Сан Франциску. У оквиру бироа постојала је и продавница у којој су купци могли да се упознају са дизајном производа. Дизајнери су по успеху продаје амбалаже знали шта се највише истиче, док би мање допадљиве амбалаже настојали да унапреде. Значајни бирои били су и биро Дорвина Тига у Њујорку, у коме је преко 200 дизајнера радило на пројекту за комплетан ентеријер авиона BOING 777X и биро Хенрија Драјфуса у Њујорку који је радио на телефону за Bell Telephone Company. У новембру 1963. Варда је током боравка у Чикагу упознао легенду архитектуре и дизајна, једним од родоначелника модерне архитектуре и последњим директором школе Bauhaus, Лудвига Мисо ван дер Роа (енгл. Ludwig Mies van der Rohe).
Боравак у Америци оценио је као незаборавно искуство које му је помогло у напретку на пољу дизајна, али и развоју у педагошкој каријери. Након шездесет година посвећености дизајну, Гојко Варда и данас ствара и скицира са истим жаром као и на почетку каријере. Његова сећања и размишљања о индустријском дизајну су и даље свежа, аутентична и инспиративна.

## Сарадња са привредом
Варда је сам израђивао моделе за своје предмете, што је показало да је велики познавалац материјала и врстан мајстор. Варда је велики део свог професионалног ангажовања посветио обликовању предмета из свакодневног окружења. Током рада успешно је сарађивао са многим индустријама из наших крајева: ИНСА из Земуна, 14. октобар из Крушевца, Југострој из Раковице, Рафинерија нафте из Панчева, Ориолик из Ориовца, Индустрија прецизне механике и угоститељске опреме  Борац, Друштвено предузеће за производњу и трговину Прогрес Сврљиг, Ваљаоница бакра Севојно, итд. Током сарадње радио је на пројектима намештаја, опреме, ентеријера, уређаја, машина, вртне архитектуре, картонске и пластичне амбалаже, угоститељске опреме, светлећих реклама, медицинских инструмената, спортских реквизита, алата, сатова, расхладних уређаја, војне опреме, опреме за самопослуге итд.
Варда је често одлазио у Крушевац у фабрику 14. октобар. У том периоду се озбиљно радило на конструкцији и дизајну кабина и самог спољног изгледа булдожера. До тада су услови рада у машинама без кабине по киши или снегу били јако тешки. Током решавања овог задатка узимани су у обзир многи детаљи као што су облик седишта и положај возача, доступност команди и руковање, видно поље, демонтажа кабине и изоловање вибрација и буке. Радило се на два модела гусеничара TG-75 и TG-90. Након успостављеног дизајна, Варда је наставио да одлази у фабрику где су се булдожери производили, како би контролисао прототипове и моделе.
Уређаји за хлађење пива и камп фрижидери су радови на које је Варда такође поносан. Њих је радио за индустрију расхладних уређаја Југострој. Сарадња је започела на апарату за сладолед који се пре тога није производио у Србији. Камп фрижидери су се извозили у Хрватску и Словенију, земље познате по камп одмаралиштима. 
Варда је највише сарађивао са фабриком INEX Борац из Београда. Први пројекат укључивао је апарат за сечење хлеба. Пошто нису били у могућности да Варди плате рад, пристао је да им пројекат поклони. Сарадња је успешно трајала годинама, а Варда је за њих радио још многе апарате попут дозатора за жестока алкохолна пића, млина за кафу, ручке са металним шољама које се фиксирају у апарат при прављењу espresso кафе итд.
У периоду између 1960. и 1970. сарађивао је са Ваљаоницом бакра Севојно. Фабрика је имала два погона, Каран где се радило са металом и Трешњица где се радило са дрветом. Варда је за њихове потребе дизајнирао лампе погодне за транспорт и извоз у Русију. Лампе је правио за оба погона, користећи оба материјала. Од алуминијумског лима је правио канцеларијске и стоне галантерије.
Калорифер је дизајнирао за предузеће Спик. Калорифер је морао бити направљен од постојећих алата и лима. Овај модел се нашао и на Бијеналу у Љубљани.
Током сарадње са БМА Инжењерингом Варда је 1975. остварио контакт са још једном фирмом: Југословенски комбинат Спорт који се налазио на Карабурми. Варда је радио спортске тегове у више величина који су се производили неко време.
Лични рачунар Галаксија је конструисао проналазач и инжењер Војислав Антонић. Као један од најпознатијих српских производа, рачунар се продавао у деловима, али и готов за потрошаче који нису били вешти у руковању са лемилицом. Један дизајн кућишта предложио је Антонић, а друга верзија је била Вардино дизајнерско решење. Директор фирме Електронике инжењеринг која је производила делове рачунара, обратио се Варди са питањем да ли постоји могућност да се дизајнира кућиште овог рачунара, али под условом да буде јефтино. Варда је 1983. осмислио да кућиште буде од лима који је носио на елоксажу. На елоксираном кућишту би се затим радила ситоштампа, након чега би правио и затварао странице, склапајући комплетан рачунар у свом атељеу. Како би производ био што јефтинији са доње стране је користио шперплочу. Произведено је више стотина комада овог модела.
Радио је и за стране фирме, попут Viners of Sheffield из Лондона, за коју је дизајнирао прибор за јело.

## Изложбе
Пројектовао је више југословенских изложби у иностранству и неколико изложби југословенских примењених уметности у Москви, Лењинграду, Риги, Талину, Најробију, Кампали и Лусаки. Посвећеност послу чинила га је врсним индустријским дизајнером, о чему сведоче и разна признања и награде која је добио, као и многи чланци у којима се писало о његовом раду. Као члан УЛУПУДС-а од 1962. учествовао је на колективним изложбама у Безансону, Паризу, Шефилду, Братислави, Београду, Љубљани, Новом Саду, Марибору и др.
Међу првим самосталним изложбама дизајна биле су изложбе у Београду 1959. и Новом Саду 1960., касније у Музеју примењене уметности у Београду 1973. На ретроспективној изложби Гојко Варда: Шездесет година посвећених дизајну која се одржава у јануару 2019. у Музеју науке и технике у Београду посетиоци имају прилику да виде Вардине ручно рађене моделе, као и изведена решења која су прихваћена за широку производњу, као што су ИНСА сатови, затим рачунар Галаксија, булдожер-гусеничар TG-90, расхладне уређаје различитих намена за Југострој, разне кућне апарате за INEX Борац, лампе за Ваљаоницу бакра Севојно, стерилизатор за Хидротехнику из Кладња, намештај за Завод примењених уметности, као и многа друга дела.
За разлику од многих стваралаца, Варда је грађу, предмете, фотографије, преписку и текстове посвећене његовом раду, као и каталоге, систематично прикупљао и чувао. Захваљујући таквом његовом односу према сопственом опусу, велики део материјала је на изложби не само по први пут изложен, већ је отворено једно ново поље за будућа истраживања историје дизајна у Србији.

## Награде
Варда је добитник већег броја награда, диплома и признања. Најзначајније међу њима суː
- Награда ULUPUS-а која се додељује најбољим студентима Академије за примењене уметности (1960);
- III награда из групе дечијег намештаја у стану - Савезни одбор Породица и домаћинство (1965);
- Награда додељена од стране Савезне привредне коморе у знак признања за учешће у стварању профила школе, постигнуте резултате у настави, организовања наставе у првој години постојања школе на одсецима индустријски производи и амбалаже (1968);
- Плакета Jacques Viénot за зидни сат ИНСА на Париској изложби дизајна (1963);
- Плакета Народна техника Београда 40;
- Плакета са Међународног конгреса дизајнера ICSID у Мексико Ситију (1979);
- Захвалница Удружења жена Београда (1995);
- Савез ликовних педагога Југославије поводом Седмог конгреса доделио је највећепризнање Савеза за унапређивање ликовне културе у Југославији, диплому- Заслужни ликовни педагог Југославије, као израз признања за изузетне резултате у остваривању и унапређивању ликовно-педагошке теорије и праксе (2001);
- Захвалница Факултета за дизајн Универзитета Унион у Београду за допринос оснивању и развоју факултета (2007).[8]

## Галерија
- Гојко Варда из 1959. године
- ИНСА програматор из 1962. године
- Полуфотеља Лубарда из 1959. године
- Сат из колекције индустрије сатова ИНСА Земун
- Штанд који је Варда дизајнирао на Сајму текстила и текстилних машина у Загребу, 1964. година
- Метална полуфотеља са платном из 1960. године
- Полуфотеља Rogoz из 1960. године
- Гојко Варда и Нико Краљ у Америци, 1963. године
- Гојко Варда у Америци, 1963. године
- Дечији комад намештаја са више функција, 1964. година
- Филтер за воду AQUAFILTER
- Макета лампе дизајниране за Geneks kristal
- Глобус дизајниран за потребе изложбе „Геодезијаː Зашто, како, чиме?”